# The Enraged Musician
The Enraged Musician (qui peut se traduire par Le Musicien en colère) est une gravure de 1741 à l'eau-forte de l'artiste anglais William Hogarth, qui dépeint une scène comique d'un violoniste poussé à la distraction par la cacophonie devant sa fenêtre. 

## Description
L'image est ostensiblement une scène purement comique. Alors que le violoniste tente de répéter, les habitants les plus bruyants de Londres passent devant sa fenêtre. À l'extrême gauche, un perroquet hurlant se perche au-dessus d'une femme chantant "The Ladies' Fall" tout en tenant son bébé braillant. Une jeune fille avec un hochet (ou une crécelle ) regarde avec étonnement un garçon uriner sous la fenêtre du musicien. Le garçon a une corde attachée autour de la taille qui est reliée à une ardoise qui traîne sur le sol. Au centre de l'image se trouve une jeune vendeuse de lait. Elle maintient en équilibre un grand seau de lait sur sa tête et est le seul sujet qui regarde le spectateur. Ceci, combiné à la grande étendue du tablier blanc, attire le regard du spectateur vers elle. Ronald Paulson suggère qu'elle chante, elle soulève délicatement sa jupe pour ne pas la traîner dans l'urine du garçon, elle est la seule musicienne naturelle de la scène; tandis que les autres habitants de la rue produisent des notes discordantes. Le violoniste se couvre les oreilles pour bloquer la cacophonie du bruit de la rue, mais en même temps, il se refuse la douce musique de la voix de la laitière.
La laitière est entourée par des musiciens de rue : à sa droite, un homme joue du hautbois en faisant métaphoriquement un pied de nez au violoniste ; à sa gauche, un petit garçon bat un tambour. Dans le coin inférieur droit, un chien aboie.